# 约瑟夫·韦德伯恩
约瑟夫·韦德伯恩（Joseph Henry Maclagan Wedderburn，1882年2月2日—1948年10月9日），苏格兰数学家，皇家学会会员。他职业生涯中的大部分时间在普林斯顿大学任教。韦德伯恩是一位卓越的代数学家，他证明了一个有限除环是域，也證明了阿廷-韦德伯恩定理在單純代數上的結果；他在群论和矩阵环领域有多项成果。
他的弟弟欧内斯特·韦德伯恩是律师。

## 生平
约瑟夫·韦德伯恩是内科医生亚历山大·韦德伯恩与安妮·奥格尔维十四个孩子中的第十个。1898年，他进入爱丁堡大学就讀。1903年，他首次发表了三篇论文。他在大学求学间，於物理实验室擔任助理，并获得了数学一等荣誉硕士学位。接着，他在莱比锡大学和柏林大学短暂学习數學并与代数学家费迪南德·格奥尔格·弗罗贝尼乌斯和伊赛·舒尔一起研究。在1904年至1905年间，他在卡内基奖学金资助下，到芝加哥大学进一步学习。与其一起工作的有奧斯瓦爾德·維布倫、E·H·穆尔、以及美国代数学家伦纳德·尤金·迪克森。
约瑟夫·韦德伯恩于1905年回到苏格兰，在爱丁堡大学当了4年助理。1908年他获得博士，他的论文题目为《論超複數》。在1909年，他回到美国，成为普林斯顿大学的数学教授。他的同事包括路德·艾森哈特、奧斯瓦爾德·維布倫、吉尔伯特·埃姆斯·布利斯、乔治·戴维·伯克霍夫。

## 阅读
- Hooke, Robert, 1984, "- Recollections of Princeton, 1939–1941.[永久]"
- Parshall, K. H., 1983, "In pursuit of the finite division algebra theorem and beyond: Joseph H M Wedderburn, Leonard Dickson, and Oswald Veblen," Archives of International History of Science 33: 274–99.